# عزيز إبراهيموف
عزيز إبراهيموف (بالأوزبكية: Aziz Ibragimov)‏‎، من مواليد 21 يوليو 1986 في أوزبكستان، لاعب كرة قدم أوزبكستاني.
و قد بدأ مسيرته الكروية مع نادي تراكتور طشقند في عام 2004، ولعب معهم حتى عام 2005، وشارك معهم في 16 مباراة، وفي عام 2005 انتقل إلى نادي شورتان غوزار، ولعب معهم 11 مباراة، وفي عام 2006 انتقل إلى نادي مشعل مبارك، وفي عام 2007 انتقل إلى نادي سلوفان براتيسلافا السلوفاكي.
و قد بدأ باللعب مع منتخب أوزباكستان لكرة القدم في عام 2007.

## كأس آسيا 2007
و قد سجل هدف في مرمى منتخب ماليزيا لكرة القدم.

## روابط خارجية
- عزيز إبراهيموف على موقع قاعدة بيانات كرة القدم.إي يو (الإنجليزية)
- عزيز إبراهيموف على موقع ناشيونال فوتبول تيمز (الإنجليزية)
- عزيز إبراهيموف على موقع Soccerway.com (الإنجليزية)
- عزيز إبراهيموف على موقع عالم كرة القدم.نت (الإنجليزية)
- عزيز إبراهيموف على موقع كووورة